# Fontitrygon garouaensis
Fontitrygon garouaensis es una especie de pez de la familia Dasyatidae en el orden de los Rajiformes.

## Morfología
- Los machos pueden llegar alcanzar los 40 cm de longitud total.
- Número de  vértebras: 127-130.[2][3]

## Reproducción
Es ovíparo.

## Hábitat
Es un pez de agua dulce y de clima tropical y demersal.

## Distribución geográfica
Se encuentra en el Océano Atlántico: el Camerún y Nigeria.

## Observaciones
Es inofensivo para los humanos.